# 呉坦
呉 坦（オ・タン、朝鮮語: 오탄/吳坦、1939年10月16日 - 2009年7月30日）は、大韓民国の裁判官、弁護士、政治家。第13・14代韓国国会議員。本貫は海州呉氏。
国会議員の趙培淑は妻の妹。

## 経歴
日本統治時代の全羅北道扶安郡出身。全北大学校法大卒。ソウル大学校大学院法学科修了。光州地方法院、木浦支院、群山支院、全州地法で判事を務めた後、第5共和国時代には人権派弁護士として活動した。1988年の第13代総選挙で平和民主党の候補として国会議員に当選した以降、国会法司委員・建設交通委員・環境フォーラム副会長、民主党院内副総務・党務委員・組織強化特委委員、2002年FIFAワールドカップ誘致国会支援団副会長、東京大学社会情報研究所客員研究員を務めた。
2009年7月30日、持病により死去。享年70。